# 山姆·李文森
山繆·李文森（英語：Samuel Levinson，1985年1月8日—），美國男編劇、製片人、導演及演員，知名導演巴瑞·李文森之子。首部編劇作品為2010年電影《对决疯暴》。次年，帶來了首次執導電影《非典型家庭》（2011年）。他也在父親的HBO電視電影《欺诈圣手》（2017年）任職編劇。之後編導了電影《暗殺國度》（2018年）以及《首映夜》（2021年）。
李文森2019年創作了HBO青少年電視劇《高校十八禁》，深受觀眾歡迎，但因其涉及青少年的露骨內容，尤其是對青少年性行為的描寫而引起了外界重度探討及爭議。2023年創作的電視劇《偶像漩涡》則差評如潮。

## 早年
山姆·李文森生於1985年1月8日，電視廣告製作設計師戴安娜·羅德斯（Diana Rhodes）和導演巴瑞·李文森之子。他的父親來自俄羅斯猶太家庭。李文森學習了四年的方法演技。兄弟傑克·萊文森（Jack Levinson）也是演員；他還有來自他母親與第一次婚姻所生、兩個同父異母的兄弟姐妹：蜜雪兒（Michelle）和派翠克（Patrick）。

## 個人生活
2008年至2011年，李文森與演員埃伦·巴尔金交往。他之後與艾許莉·倫特（Ashley Lent）成婚，育有一子。
李文森透露，曾在青少年時期碰過毒品，並為戒毒而努力。

## 外部連結
- 山姆·李文森在互联网电影资料库（IMDb）上的資料（英文）